# Антоновка (Яйський округ)
Анто́новка (рос. Антоновка) — селище у складі Яйського округу Кемеровської області, Росія.

## Населення
Населення — 3 особи (2010; 13 у 2002).
Національний склад (станом на 2002 рік):
- росіяни — 77 %